# Liste der Naturdenkmale in Eichenzell
Die Liste der Naturdenkmale in Eichenzell nennt die im Gebiet der Gemeinde Eichenzell im Landkreis Fulda in Hessen gelegenen Naturdenkmale.
| Bild                          | Bezeichnung                                        | Ortsteil, Lage                             | Beschreibung | Art      | Nr.      |
| ----------------------------- | -------------------------------------------------- | ------------------------------------------ | --- | -------- | -------- |
| mehr Fotos \| Fotos hochladen | Lindenallee nach Schloß Fasanerie                  | Eichenzell 50° 30′ 26,3″ N, 9° 41′ 32,6″ O | Die Allee steht an der rund zwei Kilometer langen fast geraden Straße von Bronnzell zum Schloss Fasanerie. Fehlende Bäume werden immer wieder ergänzt. | Linde    | 6.31.200 |
| mehr Fotos \| Fotos hochladen | Linde am Schlößchen                                | Eichenzell 50° 29′ 38,1″ N, 9° 41′ 45,5″ O | | Linde    | 6.31.201 |
| mehr Fotos \| Fotos hochladen | Baumbestand auf dem Friedhof in Eichenzell (8 St.) | Eichenzell 50° 29′ 44,6″ N, 9° 41′ 50,2″ O | Die Bäume sind über den gesamten Friedhof verteilt. |          | 6.31.202 |
| mehr Fotos \| Fotos hochladen | Eiche an der Vogelsberger Straße                   | Welkers 50° 28′ 32,2″ N, 9° 43′ 20,9″ O    | Der Baum stand wohl früher einzeln in der Flur. Die umliegende Bebauung ist neueren Ursprungs. | Eiche    | 6.31.203 |
| mehr Fotos \| Fotos hochladen | Tümpel an der Fliede; jetzt im NSG                 | Löschenrod 50° 30′ 6,5″ N, 9° 40′ 12,6″ O  | Das Naturdenkmal befindet sich im Naturschutzgebiet Ziegeler Au (Nr. 1631025), welches eine Gesamtgröße von 37,42 Hektar hat. |          | 6.31.204 |
| mehr Fotos \| Fotos hochladen | Linde bei der Weimesmühle                          | Kerzell 50° 28′ 45,2″ N, 9° 39′ 37,5″ O    | Markanter Baum innerhalb einer wiederhergestellten Allee unweit der Fliede im Landschaftsschutzgebiet Auenverbund Fulda (Nr. 2631002). | Linde    | 6.31.205 |
| mehr Fotos \| Fotos hochladen | Eiche im Wald beim Strehlhof                       | Lütter 50° 28′ 58,4″ N, 9° 45′ 43,4″ O     | Die Eiche steht in der eingezäunten Wasserschutzzone I beim dortigen Hochbehälter. | Eiche    | 6.31.206 |
| mehr Fotos \| Fotos hochladen | Linde beim Weikardshof                             | Lütter 50° 28′ 34,9″ N, 9° 47′ 2,4″ O      | Einzelne Linde in der freien Feldflur. Nachdem sie vor kurzem beschnitten wurde bietet sie eine wenig markante Erscheinung (Stand 2016). | Linde    | 6.31.207 |
| mehr Fotos \| Fotos hochladen | Rotbuche bei Melters                               | Melters 50° 29′ 9,2″ N, 9° 44′ 34″ O       | | Rotbuche | 6.31.208 |
| mehr Fotos \| Fotos hochladen | Altarm des Döllbachs                               | Rothemann 50° 27′ 25,7″ N, 9° 42′ 55,6″ O  | |          | 6.31.209 |
| mehr Fotos \| Fotos hochladen | Odilienborn in Döllbach                            | Döllbach 50° 26′ 15,6″ N, 9° 44′ 2,9″ O    | Der Odilienborn befindet sich hinter der Pfarrkirche St. Odilia in Döllbach. Es ist eine stärksten Quellen im Landkreis Fulda mit einer Wasserausschüttung von über 700 Litern pro Minute. es ist überliefert, dass das Wasser als Heilwasser bei Augenerkrankungen genutzt wurde. Die Quelle wurde 1988 neu gefasst und einschließlich einer Sitzgelegenheit überdacht. Aus diesem „Brunnenhäuschen“ wird immer noch Wasser zum Trinken und zur Heilung bei Augenleiden geholt. |          | 6.31.210 |

## Belege
1. ↑  
Naturdenkmalliste. (PDF; 866 kB) Anhang zu TOP II.22 der Kreistagssitzung am 07.06.2010. Naturdenkmale im Landkreis Fulda. Der Kreisausschuss Landkreis Fulda, 26. Mai 2010, abgerufen am 24. Januar 2016.
2. 1 2  natureg.hessen.de; kein Direktlink möglich
3. ↑  Gemeinde Eichenzell(Hrsg.): 1150 Jahre Döllbach, Eichenzell/Neuhof, 2002, S. 26.